# Pseudoeurycea brunnata
Pseudoeurycea brunnata é uma espécie de salamandra da família Plethodontidae.
Pode ser encontrada nos seguintes países: Guatemala e México.
Os seus habitats naturais são: regiões subtropicais ou tropicais húmidas de alta altitude.
Está ameaçada por perda de habitat.